# Замуравские Выселки
 Замуравские Выселки  — село Нижнеломовского района Пензенской области. Входит в состав Кривошеевского сельсовета.

## География
Находится в северо-западной части Пензенской области на расстоянии приблизительно 8 км на юг от районного центра города Нижний Ломов.

## История
Поселена во второй половине XVIII века как деревня Новая Муромка Нижнеломовского уезда. В 1911 году 114 дворов, лавка. В 1955 году колхоз имени Кирова. В 1975 году в черту села включена деревня Русская Муромка. В 2004 году — 98 хозяйств.

## Население
Численность населения: 553 человека (1897), 712 (1911), 967 (1926), 1435 (1930), 408 (1959), 384 (1979), 183 (1989), 186 (1996). Население составляло 123 человека (русские 99 %) в 2002 году, 54 в 2010.